# Trolejbusová doprava v Bile Cerkvi
V ukrajinském městě Bila Cerkva je provozována trolejbusová doprava.
Trolejbusy v Bile Cerkvi vyjely poprvé do ulic 23. června 1980 na lince 1, která vedla z železniční zastávky Rotok do ulice Pavlyčenko. V současnosti zajišťuje provoz na 7 linkách. Dopravní společnost vlastní přibližně 22 vozidel ruské a běloruské výroby. Trolejbusová doprava v Bile Cerkvi je hojně kritizovaná, hlavně kvůli dlouhým intervalům, které dosahují až 70 minut. Také trolejbusová síť nepropojuje západ a střed města.